# 주르터 다니엘
주르터 다니엘(헝가리어: Gyurta Dániel, 1989년 5월 4일 ~ )은 헝가리의 수영 선수이다. 2012년 런던 올림픽에 출전하여 200m 배영 종목에서 세계 기록을 세우며 금메달을 땄다.